# الاكشار (السبرة)

تعديل مصدري - تعديل

الاكشار محلة تابعة لقرية المعفدة، التابعة لعزلة الابروة بمديرية السبرة إحدى مديريات محافظة إب في الجمهورية اليمنية.، بلغ تعداد سكانها 27 حسب تعداد اليمن لعام 2004.